# Карпиловка (приток Усы)
Карпиловка (бел. Карпілаўка) — река в Червенском районе Минской области Белоруссии, правый приток Усы. Длина реки — 12 км. Площадь водосборного бассейна — 53 км². Уклон реки — 1,2 м/км.

## Течение
Берёт начало к югу от от деревни (урочища) Барсуки, течёт по открытой местности в северо-западном направлении, через 380 метров поворачивает на запад, через 0,96 км меняет направление на южное и через 380 метров — опять на западное. В районе поворота по обеим сторонам реки расположено заболоченное пространство.
Через 450 метров пересекает автодорогу местного значения Хутор—Омело 0,96 км вновь поворачивает на юг и, делая изгиб около километра длиной, меняет направление на восточное. Через 575 метров, в районе деревни Юровичи поворачивает на юго-восток, ниже по течению долина реки занята древесно-кустарниковой растительностью.
Через 320 метров вновь пересекает дорогу Хутор—Омело, а через 400 делает плавный поворот на юго-запад. Через 0,8 км начинает сильно меандрировать и делает крупный изгиб в восточном направлении, в районе деревни Красная Смена вновь принимает юго-западное направление. Через чуть менее километра вновь пересекает дорогу на Хутор и через ещё 160 метров образует пруд Ведрица-Карпиловка. Пруд имеет длину 1,76 км, максимальную ширину — 325 метров (от залива на месте реки Ведрица — 570 метров) и является памятником природы местного значения, используется для рыбоводства и орошения окрестных полей, а также как место отдыха.
К югу от плотины и до устья течёт по лесному массиву, долина покрыта древесно-кустарниковой растительностью. Через 115 метров от плотины пересекает автодорогу Минск—Могилёв и далее, минуя деревню Карпиловка, течёт на юго-восток, делает крупный изгиб в северо-восточном направлении и затем ещё один изгиб поменьше, на этом участке сильно меандрирует. Впадает в Усу в 2-х километрах к юго-востоку от деревни Карпиловка. На протяжении 4 километров от истока до деревни Юровичи русло реки канализировано.